# فيليب روشا
فيليب روشا هو طاهي سويسري، ولد في 29 نوفمبر 1953 في لو سينتير في سويسرا، وتوفي في 8 يوليو 2015 في Cheseaux-sur-Lausanne ‏ في سويسرا.

## وصلات خارجية
- الموقع الرسمي